# Parafia Najświętszego Serca Jezusowego w Dzietrznikach
Parafia Najświętszego Serca Jezusowego w Dzietrznikach – parafia rzymskokatolicka, znajdująca się w archidiecezji częstochowskiej, w dekanacie Wieluń – św. Wojciecha.